# گوگردزدایی

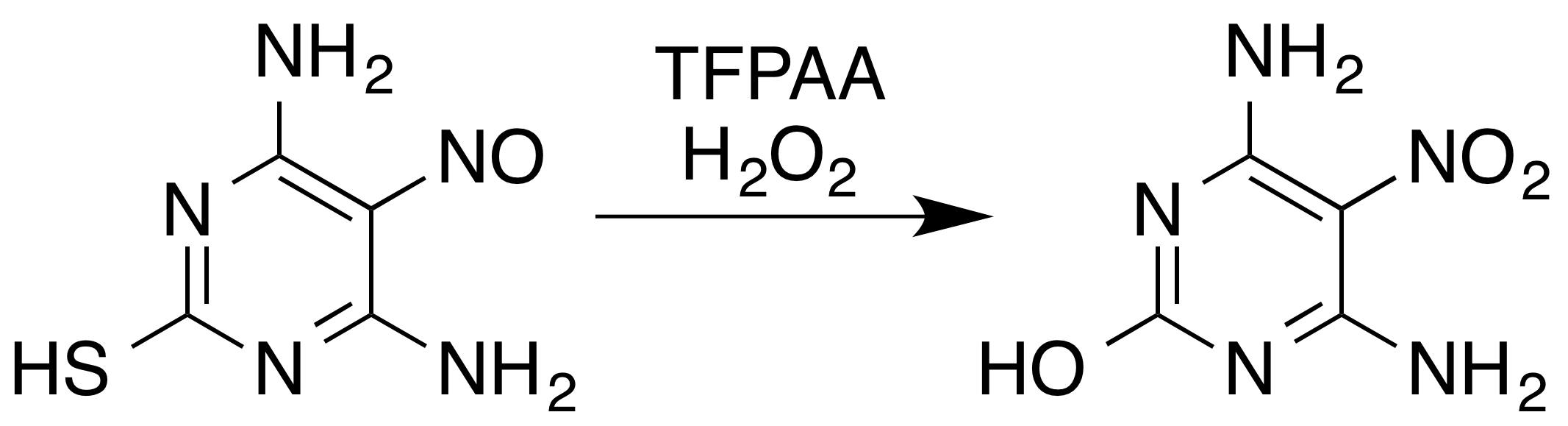
نمونه‌ای از گوگردزدایی بواسطۀ آب اکسیژنه

گوگردزدایی یا دسولفوراسیون (به انگلیسی: Desulfurization یا Desulphurisation) یک فرایند شیمیایی برای از بین بردن گوگرد از یک ماده است. این فرایند می‌تواند شامل حذف گوگرد از یک مولکول (به عنوان مثال A=S → A:) یا حذف ترکیبات حاوی گوگرد از مخلوط، مانند تصفیه نفت خام باشد.